# Potentilla microphylla
Potentilla microphylla är en rosväxtart som beskrevs av David Don. Potentilla microphylla ingår i Fingerörtssläktet som ingår i familjen rosväxter.

## Underarter
Arten delas in i följande underarter:
- P. m. luteopilosa
- P. m. tapetodes